# Cielo sulla palude
Cielo sulla palude è un film italiano del 1949 diretto da Augusto Genina, basato sulla vicenda di Maria Goretti.
Per esso Genina vinse il Leone d'argento ed il Nastro d'argento al miglior regista.

## Trama
La povera famiglia di Luigi Goretti, bracciante agricolo, dopo molto tempo trova finalmente alloggio e lavoro nel casolare abitato dai ricchi coloni Serenelli, padre e figlio, anche se in una malsana zona paludosa, vicino a Nettuno.
In particolare il giovane e instabile Alessandro Serenelli è preso da una passione morbosa per la figlia maggiore di Luigi, Maria: infatti, dapprima cerca di attrarla con qualche gentilezza, poi tentando di usarle violenza e, respinto dalla ragazza, giunge al punto di minacciarla.
All'ennesimo rifiuto, il ragazzo l'aggredisce: come risultato della violenza, durante la quale il ragazzo si rivela in possesso di un coltello, Maria morirà dopo una lunga agonia sopportata con ferma fede e dopo aver addirittura perdonato il suo assassino. Infatti, dopo l'omicidio, quest'ultimo si pentirà immediatamente, pur venendo comunque condannato per il crimine commesso.

## Produzione
Il film rientra nel filone melodrammatico comunemente detto strappalacrime, allora molto amato dal pubblico italiano sebbene malvisto dalla critica cinematografica coeva, che solo negli anni settanta rivaluterà tali opere, coniando il termine neorealismo d'appendice.
Nonostante il successo ricevuto, Ines Orsini recitò soltanto in un altro film, Il segreto di Fatima del 1951 del regista spagnolo Rafael Gil.

### Riprese
Le riprese si sono svolte durante l'estate del 1949: gli interni furono realizzati presso gli stabilimenti di Cinecittà a Roma, mentre le scene esterne furono realizzate a Nettuno.

## Distribuzione
Il film venne distribuito nelle sale cinematografiche italiane dal 24 novembre del 1949.

## Accoglienza

### Critica
Ora come allora l'interesse precipuo del regista va alla tecnica di ripresa, allo stile della narrazione, al decoro formale e alla cura artigiana, cosicché questo suo film, fin troppo esaltato, non è altro che un decoroso e dignitoso racconto popolare, ben condotto, ma tutto in superficie, tutto risolto nello splendore delle immagini e in un certo gusto realistico che può essere scambiato per approfondimento critico…»
(Gianni Rondolino su Catalogo Bolaffi del cinema italiano 1945/1955)
Il film è stato poi selezionato tra i 100 film italiani da salvare.

## Riconoscimenti
- 1950 - Nastro d'argento
  - Miglior regista a Augusto Genina
- 1949 - Mostra internazionale d'arte cinematografica
  - Leone d'argento per la regia a Augusto Genina
- 1950 - Premio della Presidenza dal Consiglio dei Ministri per il miglior film italiano[4]

## Influenza culturale
Definito un vecchio film costituito da «qualche sequenza polverosa» in un articolo della metà degli anni Ottanta dedicato al libro di Bruno Giordano Guerri  Povera Santa, povero assassino La vera storia di Maria Goretti, dove è documentato che la bambina fu uccisa con un punteruolo dal suo assassino. Nel film l'arma del delitto è chiaramente un coltello, considerato simbolo fallico già dagli antichi, concetto ripreso anche da Freud. Il coltello è lo stesso col quale Alessandro, che in una scena precedente viene preso in giro dagli amici di fronte ad alcune prostitute per il suo rapporto con le donne, si stava trastullando nel tempo in cui matura l'uccisione di Maria. Uccisione che Pietro Bianchi definisce martirio della piccola (era undicenne) che «non volle cedere a un innamorato violento». Gian Piero Brunetta ricorda d'altra parte che in questo film del 1949 «la critica cattolica riconosce come una sorta di bandiera alternativa al neorealismo e, al tempo stesso, come un'evoluzione più matura in  direzione regionalistica».